# Futbolniy Klub Torpedo (Miass)
FC Torpedo Miass (em russo: ФК «Торпедо» Миасс) é um clube de futebol sediado em Miass, no Oblast de Cheliabinsk.
Atualmente está licenciado das competições de âmbito profissional.